# Elasmodontomys
Elasmodontomys obliquus is een uitgestorven knaagdier uit de familie Heptaxodontidae die tijdens het Pleistoceen en Holoceen op Puerto Rico leefde. 
Met een geschat gewicht van 13 kg was Elasmodontomys zo groot als een pacarana.